# Cornélius Yao Azaglo Augustt
Cornélius Yao Azaglo Augustt (geboren 1924 in Kpalimé; gestorben am 25. Mai 2001 in Bouaké) war ein westafrikanischer Fotograf, der in Côte d’Ivoire wirkte.

## Leben
Augustt wurde im heutigen Togo geboren und wuchs dort zunächst auf, betrachtete sich aufgrund der Nationalität seiner Eltern aber selbst als Ghanaer und Nachfahre des einstigen lokalen Königsgeschlechts von Tay Asboso (nachgewiesen durch einen Erbstuhl bzw. Thron). Er hatte in seiner Jugend verschiedene Arbeitsstellen, darunter als Telegrammbote sowie als Heizer und Maschinist auf der Eisenbahnlinie Takoradi–Kumasi. 1951 zog er für bessere Arbeit von Ghana nach Obervolta, wo er als Buchhalter in einer Fabrik in Bobo-Dioulasso das Fotografieren mit einer Kamera erlernte. Seine ersten Erfahrungen machte er noch mit einem alten Boxkamera-Modell von Kodak.
Im Alter von 31 Jahren migrierte Augustt nach Côte d’Ivoire, wo er ab 1955 bis zu seinem Lebensende fest in Korhogo ansässig war. Bei der Unabhängigkeit des Staates gelang ihm der unternehmerische Durchbruch: Auf einen Schlag mussten Passfotos für die gesamte Bevölkerung erstellt werden. Augustt zog mit einem Mobylette-Moped, seiner Rolleiflex-Kamera und einer mobilen Leinwand durch die Dörfer und porträtierte Menschen für diese Fotos, wobei er die Vorschriften für Passfotos ignorierte und Brustbilder erstellte, die erst nachträglich auf den Kopf zugeschnitten wurden.
Nachdem der Passfoto-Boom abflaute, erweiterte Augustt sein bereits 1958 eröffnetes Studio Du Nord um echte Innenräume und das erste Fotostudio in weitem Umkreis. Er warb mit der Dienstleistung als „Tag- und Nachtfotografie“ sowie der Marke Kodak. Nur einmal in 40 Jahren will er das täglich rund um die Uhr geöffnete Studio geschlossen haben: als es nach einer Niederlage des lokalen Fußballvereins gegen Asante Kotoko SC im Halbfinale des African Champions Cup zu Ausschreitungen gegen ghanaische Geschäftsleute in Korhogo kam. Er engagierte sich als Chef der lokalen Union für Ghanaische Staatsbürger in der Republik Côte d’Ivoire. Das Aufkommen des Farbfilms sah der Fotograf kritisch: Farbaufnahmen verblassten, Schwarzweißbilder seien ewig; insofern konkurrierte er aus Prinzip nicht mit Farbfotografen. Als ein Farbfotostudio 1987 in Korhogo eröffnet wurde, war das für ihn existenzbedrohend und die Geschäftsaufgabe war absehbar.
Anders als viele Mitbewerber hatte er aber sein gut durchorganisiertes Bildarchiv samt Negativen gut vor der Witterung geschützt aufbewahrt. Seine Arbeit wurde Anfang der 1990er Jahre von dem Anthropologen Jean-François Werner entdeckt, der begeistert das Foto-Archiv Augustts katalogisierte. Für die Jahre zwischen 1958 und 1994 zählte er 96 345 Aufnahmen mit Aufnahmeorten und -daten. Zwischen 1991 und 1994 wurde Augustts Werk von Werner sowie der Pariser Revue Noire aufgearbeitet, und Fotografien Augustts wurden in Fotogalerien in Paris, London und New York ausgestellt.
Im März 1997 reiste Augustt erstmals zu einer Ausstellung nach Paris in Europa, später im selben Jahr war er auch in Hamburg bei einer Ausstellungseröffnung. Seine tägliche Arbeit sah er durch die internationale Anerkennung nicht beeinflusst, über die er sich aber freute und die sein durch Konkurrenz bedrohtes Geschäft wieder absicherten.

„[Seine] schlichten Bilder haben eine brillante Klarheit bis heute: […] das Selbstbewußtsein der posierenden Menschen, das er unprätentiös festhielt, verleiht den Bildern eine mehr als photographische Kraft.“

Der ivorische Fotoreporter Dorris Haron Kasco stellte 2002 eine 52-minütige Filmbiographie Augustts fertig, die er Djaatala nannte, mit dem Untertitel Preneur d’ombres (deutsch etwa: Aufheber der Schatten).
Privatleben
Im Laufe seines Lebens war Augustt mit vier Frauen liiert, mit dreien von ihnen verheiratet, und hatte zwölf Kinder. Unter den acht Söhnen waren seine Geschäftserben Samson (geboren 1976) und Emmanuel (geboren 1971) sowie der zweitälteste Sohn Christophe, der sich mit eigenem Fotostudio in Daloa selbstständig machte.

## Ausstellungen
- 1994 – L’œil du temps, les photographes de Côte d’Ivoire (Gemeinschaftsausstellung im Kulturzentrum Abidjan)
- 1996 – African Photographers, 1940 to Present (Gemeinschaftsausstellung im Guggenheim Museum, New York)
- 1996 – Secondes Rencontres de la photographie africaine (Gemeinschaftsausstellung im Kulturpalast von Bamako)
- 1997 – Art et tradition du portrait en Afrique (Gemeinschaftsausstellung in der Galerie FNAC-Étoile, Paris)
- 1997 – Das Gesicht Afrikas (Gemeinschaftsausstellung, Gruner + Jahr-Pressehaus, Hamburg)
- 1997 – La vie quotidienne d’un photographe de studio en Côte d’Ivoire. (Einzel-Ausstellung, organisiert mit J.-F. Werner, im Kulturzentrum Abidjan)
- 1998–2003 – L’Afrique par elle-même (Teil der Wanderausstellung des Königlichen Museums für Zentral-Afrika in Tervuren, Belgien; gemeinsam mit dem Magazin Revue Noire: Stationen in Frankreich, Deutschland, England, Belgien, Brasilien, Südafrika und den USA)
- 1998 – Snap me one! Studiofotografen in Afrika (Gemeinschaftsausstellung im Münchner Stadtmuseum)
- 2000 – Porträt Afrika (Gemeinschaftsausstellung im Haus der Kulturen der Welt in Berlin)
- 2001 – Foire Internationale Africaine des Arts plastiques (Gemeinschaftsausstellung in Abidjan)